# Mosby Monroe Parsons
Mosby Monroe Parsons (21 mai 1822 – 15 août 1865) est un officier supérieur de la garde de l'État du Missouri et de l'armée des États confédérés qui commande de l'infanterie sur le théâtre du trans-Mississippi de la guerre de Sécession.

## Avant la guerre
L'aîné des enfants de Gustavus Adolphus Parsons et de son épouse Patience Monroe Bishop, Mosby Monroe Parsons naît à Charlottesville, en Virginie. Quand il a 13 ans, ses parents déménagent dans le comté de Cole, au Missouri. Deux ans plus tard, ils déménagent de nouveau à Jefferson City, dont Parsons fera par la suite son domicile. Comme un jeune homme, Mosby lit le droit et est admis au barreau en 1846. Il sert comme volontaire lors de la guerre américano-mexicaine avec le grade de capitaine dans le régiment du colonel Alexander W. Doniphan et est cité pour acte de bravoure lors de la bataille de Sacramento, le 28 février 1847. De retour dans le Missouri après la guerre, il épouse Mary Wells, le 18 septembre 1850. Cependant, sa femme meurt trois ans plus tard, le laissant seul avec son fils en bas âge, Stephen Kearney Parsons.
Parsons sert comme procureur de district des États-Unis pour le Missouri occidental. En 1856, il est élu à la législature de l'état. Il devient sénateur de l'État, en 1858, servant jusqu'au déclenchement de la guerre de sécession au début de 1861.

## Guerre de Sécession
Lors de la crise de la sécession dans le Missouri, Parsons est nommé au brigadier général au commandement de la sixième division de la garde de l'État du Missour. Il arrive trop tard pour participer à l'accrochage à Boonville, mais il va diriger sa division à Carthage et à la bataille de Wilson's Creek, dans le Missouri. Bien que les gardes de l'État du Missouri participent à la bataille de Pea Ridge, dans l'Arkansas, Parsons est absent de cette bataille pour obtenir une nomination dans l'armée confédérée à Richmond, en Virginie.
Parsons est nommé brigadier général de la Confédération, le 5 novembre 1862 et mène sa brigade d'infanterie lors de la bataille de Prairie Grove, dans l'Arkansas, un mois plus tard. Sa force aurait participé à l'attaque à Helena, en Arkansas le 4 juillet 1863, et assiste Richard Taylor à contrecarrer le major général de l'Union Nathaniel Banks lors de la  campagne de la Red River de 1864, en Louisiane (bataille de Pleasant Hill), et s'oppose au major général de l'Union Frederick Steele lors de l'expédition de Camden dans l'Arkansas, participant aussi à la bataille de Jenkins' Ferry.
Parsons est nommé major général par le commandant du département du trans-Mississippi Kirby Smith le 30 avril 1864, bien que sa promotion ne soit jamais confirmée par Jefferson Davis.

## Après la guerre
Après la fin de la guerre, Parsons, comme beaucoup d'autres confédérés du Missouri, choisit d'aller au Mexique plutôt que de retourner dans le Missouri. Lui et trois de ses compagnons, dont son beau-frère, le capitaine Austin M. Standish, l'officier d'ordonnance de Standish, William « Dutch Bill » Wenderling
 et l'ancien membre du congrès confédéré Aaron H. Conrow sont attaqués, capturés et exécutés par une bande de cavaliers réguliers Mexicains près de China, au Mexique en direction de la municipalité de Camargo, dans l'état de Tamaulipas, le 15 août 1865. Le corps de Parsons et de ses camarades sont soit jetés dans la rivière San Juan, soit enterrés dans des tombes anonymes où ils sont tués. En 1868, le fils de Parsons (Kearny Parsons) et sa sœur (Mildred Standish), avec la famille d'Aaron Conrow poursuivent le gouvernement Mexicain via la convention de la commission des réclamations des États-Unis et du Mexique. En 1875, un jugement attribue un montant de près de 50 000 $ à chacun des demandeurs.